# Vepris allenii
Espèce
Classification phylogénétique
Statut de conservation UICN

 EN  : En danger
Vepris allenii est une espèce de plantes du genre Vepris de la famille des Rutacées.